# لامار باتيستا
لامار باتيستا (بالإنجليزية: Lamar Batista)‏ (7 مارس 1998 في الولايات المتحدة - ) هو لاعب كرة قدم أمريكي في مركز الدفاع.

## وصلات خارجية
- لامار باتيستا على موقع الدوري الأمريكي (الإنجليزية)
- لامار باتيستا على موقع قاعدة بيانات كرة القدم.إي يو (الإنجليزية)
- لامار باتيستا على موقع Soccerway.com (الإنجليزية)
- لامار باتيستا على موقع عالم كرة القدم.نت (الإنجليزية)